# Mariä Himmelfahrt (Lana)

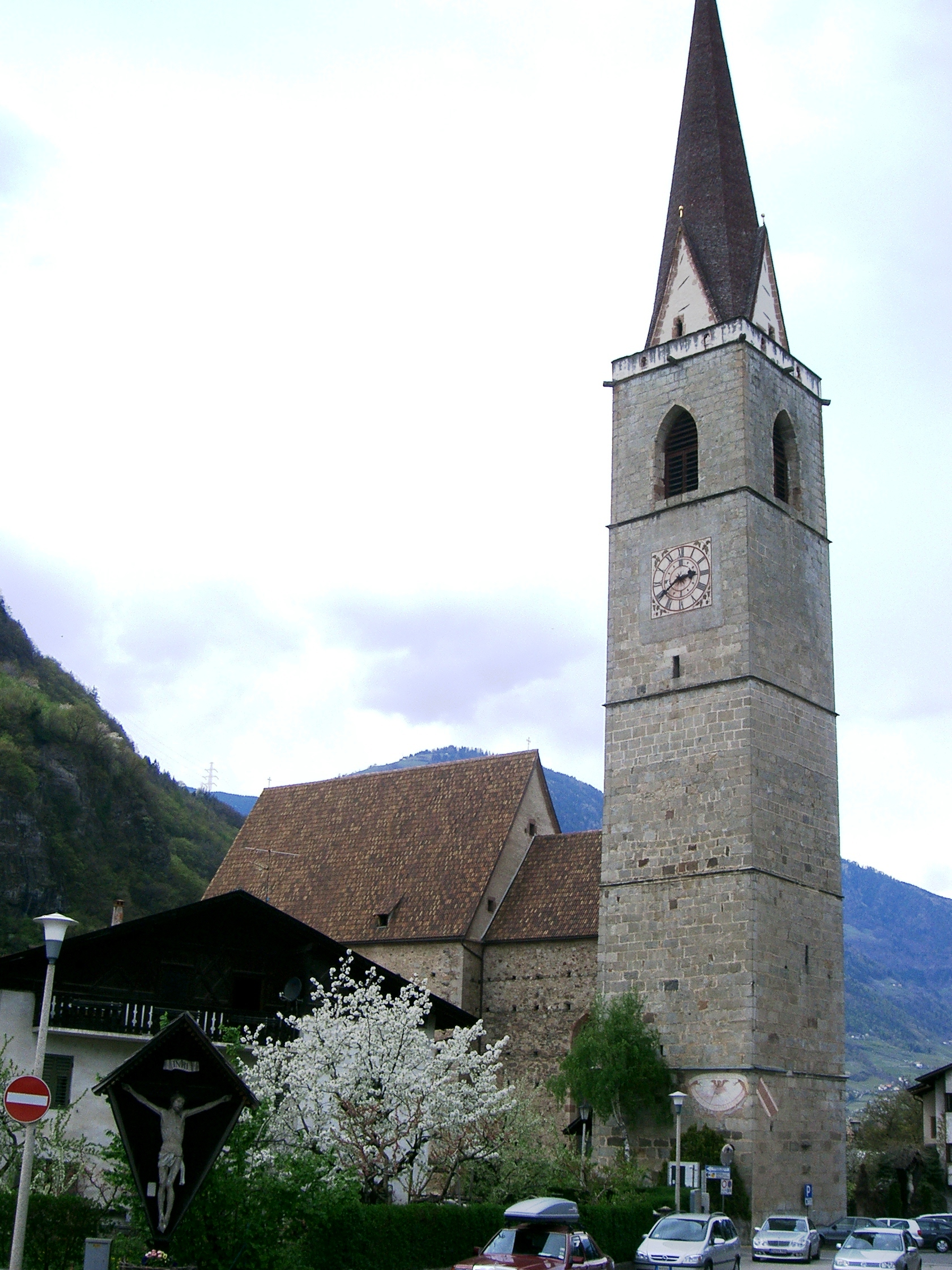
Pfarrkirche Mariä Himmelfahrt

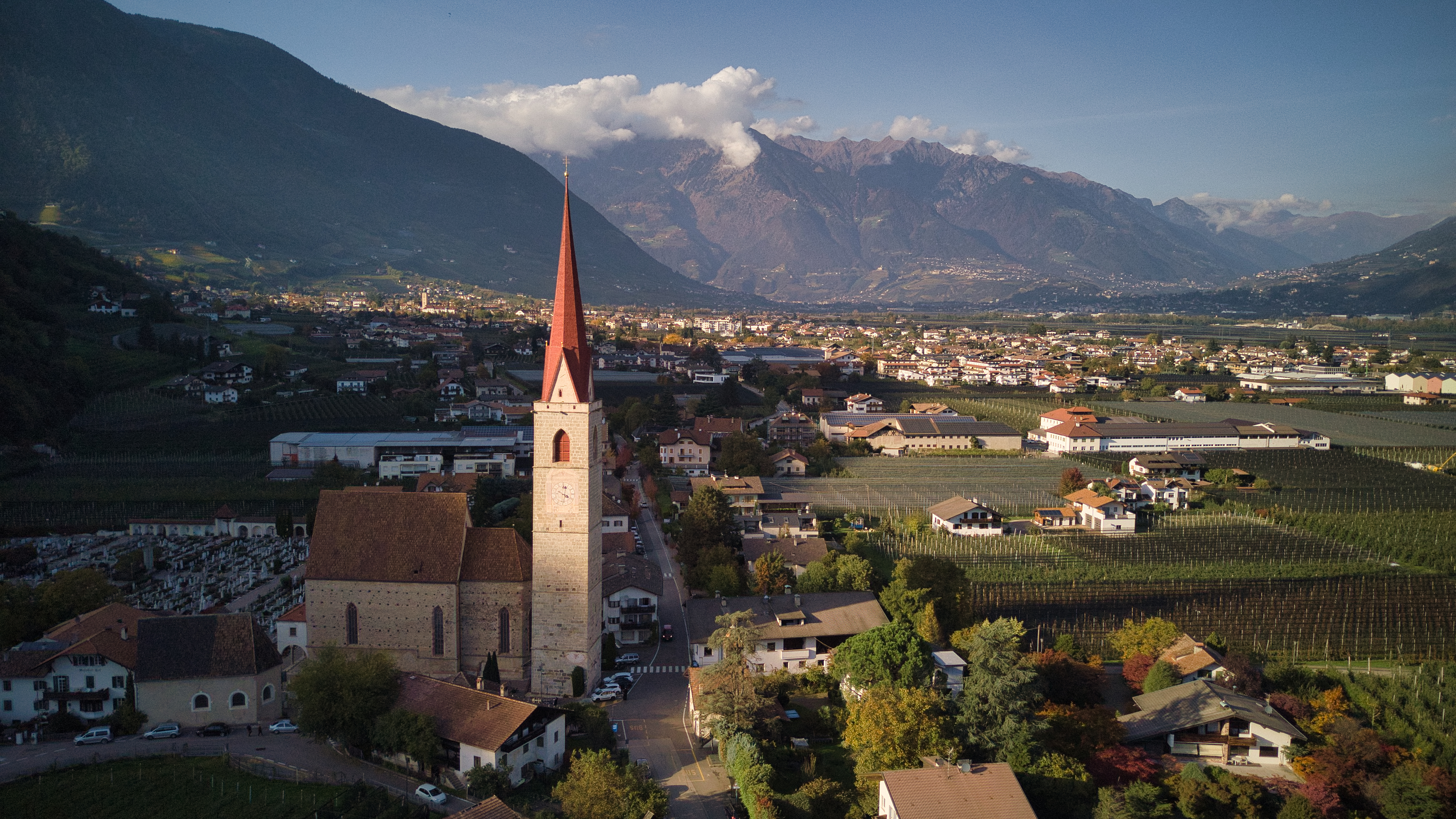
Luftbild

Die römisch-katholische Pfarrkirche Mariä Himmelfahrt der Marktgemeinde Lana in Südtirol gilt als eine der schönsten Kirchen des Landes und beherbergt einen berühmten Altar von Hans Schnatterpeck. Die Kirche befindet sich im Ortsteil Niederlana und steht zusammen mit Turm, Friedhofskapelle und Friedhof unter Denkmalschutz. Seit der Fertigstellung der neuen Pfarrkirche Heilig-Kreuz in Oberlana wird Mariä Himmelfahrt auch als alte Pfarrkirche bezeichnet. Das Patroziniumsfest ist der 15. August.

## Geschichte

### Vorgeschichte

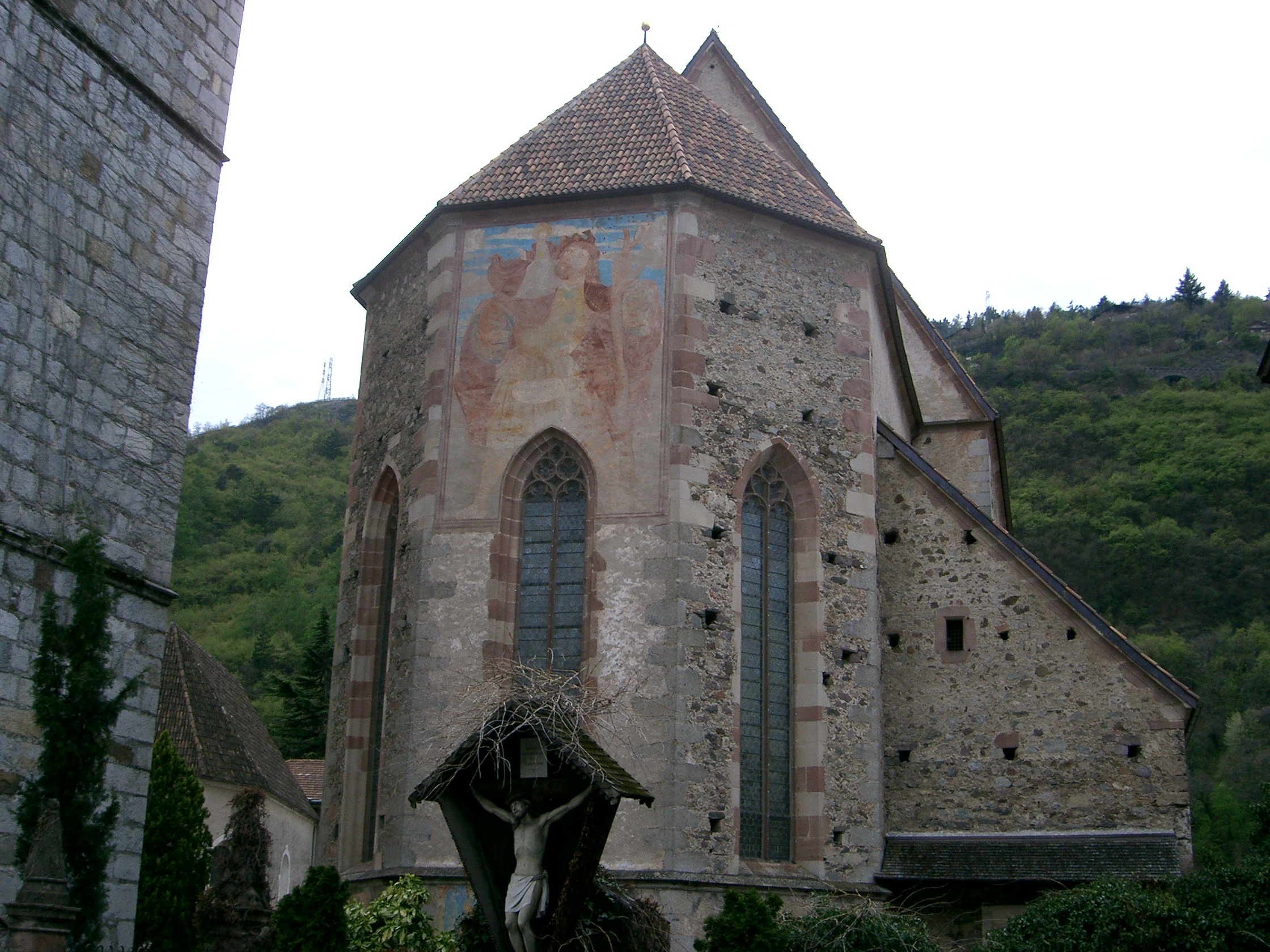
Ansicht von Osten

Die Pfarre von Niederlana ist wohl aus einer Eigenkirche der Herren von Pflaumb hervorgegangen. Der romanische Vorgängerbau entstand auf römischen Fundamenten, deren Mauerreste bei Installationsmaßnahmen in den 1960er Jahren entdeckt wurden. Ein Seelsorger ist seit 1239 bezeugt und die Pfarre seit 1276. Dies lässt vermuten, dass es in Niederlana spätestens seit Beginn des 13. Jahrhunderts eine kleine Kirche gegeben hatte, die anlässlich der Errichtung des gotischen Gebäudes überbaut und dann abgerissen wurde. 1296 erscheint die Kirche als Ecclesia parochialis unter der Schirmvogtei der Herren von Brandis und Leonburg, die seit 1310 auch die Gerichtsbarkeit von Nieder- und Oberlana zum Lehen hatten. Jener Familie gehörte seit Ende des 13. Jahrhunderts das umstrittene Vogteirecht nebst der Pfarrpfründe. Darüber hinaus verfügten sie auch teilweise über das Präsentationsrecht. Der Sitz des Geschlechtes befand sich im Umfeld der Kirche. Niederlana kam somit als Pfarr- und Verwaltungssitz eine besondere Bedeutung zu.
Seit wann die Kirche unter dem Patrozinium Mariä Aufnahme in den Himmel steht, ist nicht bekannt. In einem Ablassbrief von 1298, den der päpstliche Legat Matthäus Port ausstellte, hieß die Kirche bereits bei Maria zu Lana im Moss. Die Urpfarrei umfasste früher, außer Lana, Gargazon, Völlan und Pawigl, ferner einen Teil von Ulten und Vöran. Laut der päpstlichen Bulle vom 16. April 1396 vereinigte Papst Bonifaz IX. die bisher mit Weltpriestern versehenen Pfarren Lana und Sarnthein und verleibte sie der Deutschordenskommende Bozen ein. Seit 1430 ist in der Filialkirche St. Peter in Mitterlana eine Frühmesse bezeugt. Neben der Pfarrkirche in Niederlana besaß St. Peter seit 1321 einen eigenen Friedhof mit Begräbnisrecht. Wie aus dem Testament der Euphemia, Herzogin von Kärnten und Gräfin von Tirol, von 1347 hervorgeht, vermachte sie der Pfarrkirche zu Lana zu deren Bau 5 Mark. Es ist nicht auszuschließen, dass sich diese Zuwendung auf den gegenwärtigen gotischen Bau, der jedoch erst hundertfünfzig Jahre später vollendet wurde, bezieht.

### Neubau

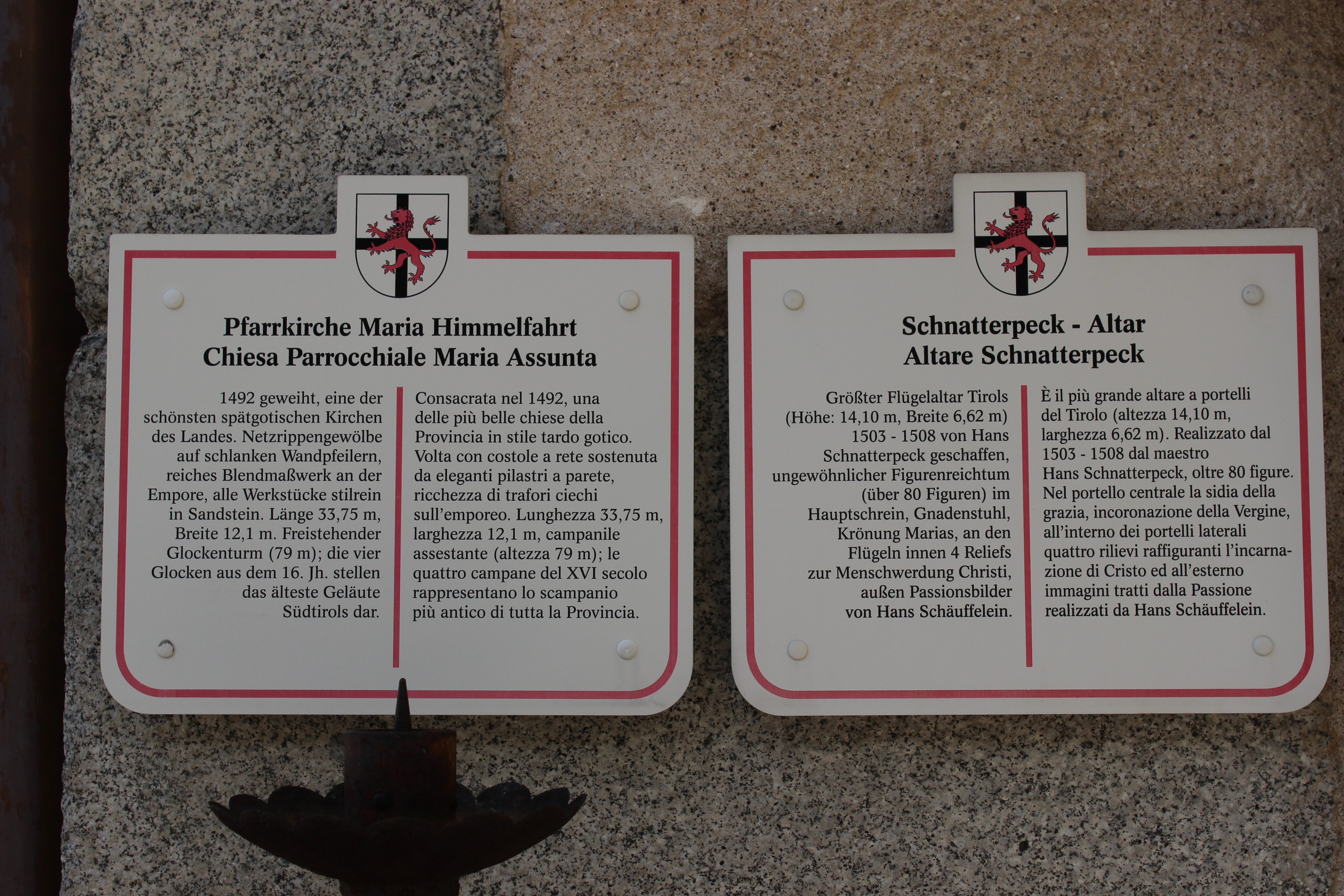
Infotafel

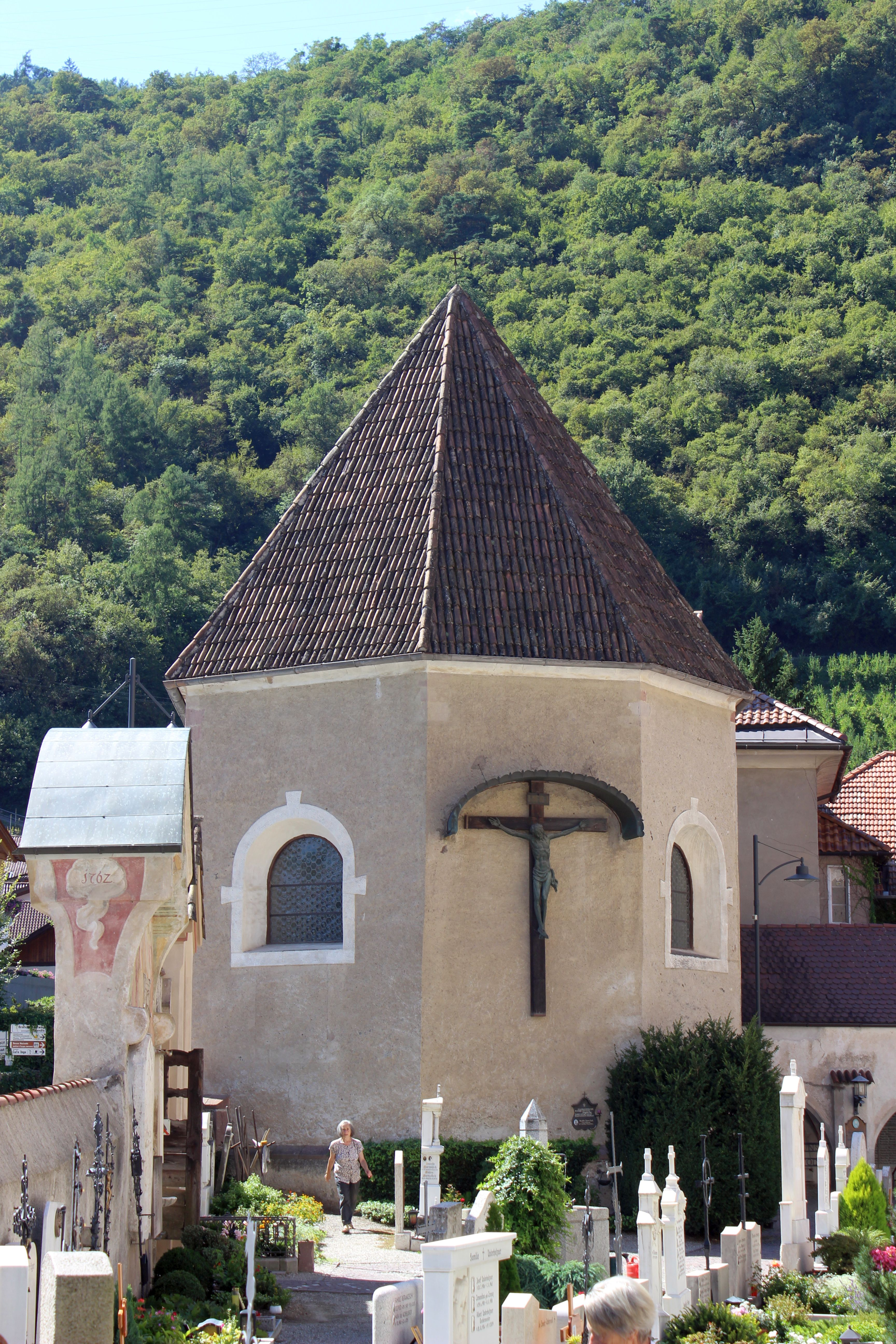
Kapelle St. Michael

Unter der Leitung des Vogtes Burghard von Brandis wurde an Stelle des romanischen Vorgängerbaues die heutige gotische Kirche nach Plänen des Baumeisters Conrad Haug errichtet. Die Bauzeit betrug etwa neun Jahre. Die Weihe der Kirche nebst zwei Altären fand am 15. Juli 1492 im Namen des Bischofs Ulrich von Trient, der sich durch den Weihbischof von Brixen Conrad vertreten ließ, statt. Der mächtige freistehende Turm wurde aus Geldmangel erst zwei Jahrzehnte später fertig gestellt und beherbergte bis 1701 die größte Glocke Südtirols. Das jährliche Kirchweihfest setzte man auf den 1. Sonntag nach St. Margarethen fest.
Laut einer erhaltenen Vertragsurkunde vom 18. August 1503 beauftragten der damalige Kirchenprobst Peter Saltner und der Baumeister Conrad Haug den Meraner Maler Hans Schnatterpeck mit dem Bau eines neuen Hochaltares, der 1511 fertig gestellt wurde. Dieser bis heute erhaltene gotische Flügelaltar zählt zu den größten im Alpenraum. 1585 weihte der Suffraganbischof von Trient Gabriel Alexandrinus die Kapelle St. Michael auf dem Friedhof neben der Pfarrkirche. 1629 erhielt die Kirche ein von toskanischen Säulen getragenes Vorzeichen. 1640 wurde Völlan und 1642 Gargazon zu eigenständigen Kuratien erhoben. 1661 verurteilte der Bischof den damaligen Pfarrer Christian Verschnaller wegen Inkompetenz zu einer Geldstrafe. Dieser war eine Beschwerde der örtlichen Pfarrgemeinde vorausgegangen. Seit 1664 besitzt Pawigl eine eigene Seelsorge, nutzte jedoch bis Ende des 19. Jahrhunderts für Begräbnisse weiterhin den Friedhof von Niederlana.
Der 1728 festgelegte Vertrag zwischen dem Deutschen Orden und den Gerichten Niederlana und Stein unter Lebenberg zur Gründung der örtlichen Kommende beendete den Jahrhunderte andauernden Streit über das Patronatsrecht. Da der alte gotische Altar in der Barockzeit nicht mehr dem Zeitgeschmack entsprach, wurde durch den damaligen Dekan Johann Lipp aus der Pfarrkirche in Meran ein ausgemustertes Altarbild Mariä Himmelfahrt erworben, um es in einem neuen barocken Hochaltar aufzustellen. Durch den Widerstand der Bevölkerung scheiterte das Vorhaben. 1770 bemalte Paul Troger oder sein Schüler Johann Michael Tribus das Chorgewölbe der Friedhofskapelle St. Michael. Von letzterem stamme auch das Altarblatt von 1764. Das Dekanat besteht seit 1810 und wurde 1820 von St. Pankraz nach Lana übertragen. 1813 erhielt die Kirche durch den Maurer- und Steinmetzmeister Joseph Röck aus Meran ein neues Dach. In der zweiten Hälfte des 19. Jahrhunderts wurde die Kirche einer Restauration unterzogen. Dabei erhielten die Gewölbe eine blaue Färbung mit naturalistischem Sternenschmuck, die man später wieder entfernen ließ. Zur gleichen Zeit begann man die barocke Kircheneinrichtung im Stil der Neugotik auszutauschen. Im Zuge wurde 1874/75 auch eine neue Orgel erworben. Da die Mutterkirche weit abseits des Ortszentrums lag, wurde 1938 in Mitterlana mit dem Bau der neuen Pfarrkirche Heilig-Kreuz begonnen. 1991/92 erfolgten umfassende Sanierungsmaßnahmen im Innen- und Außenbereich.

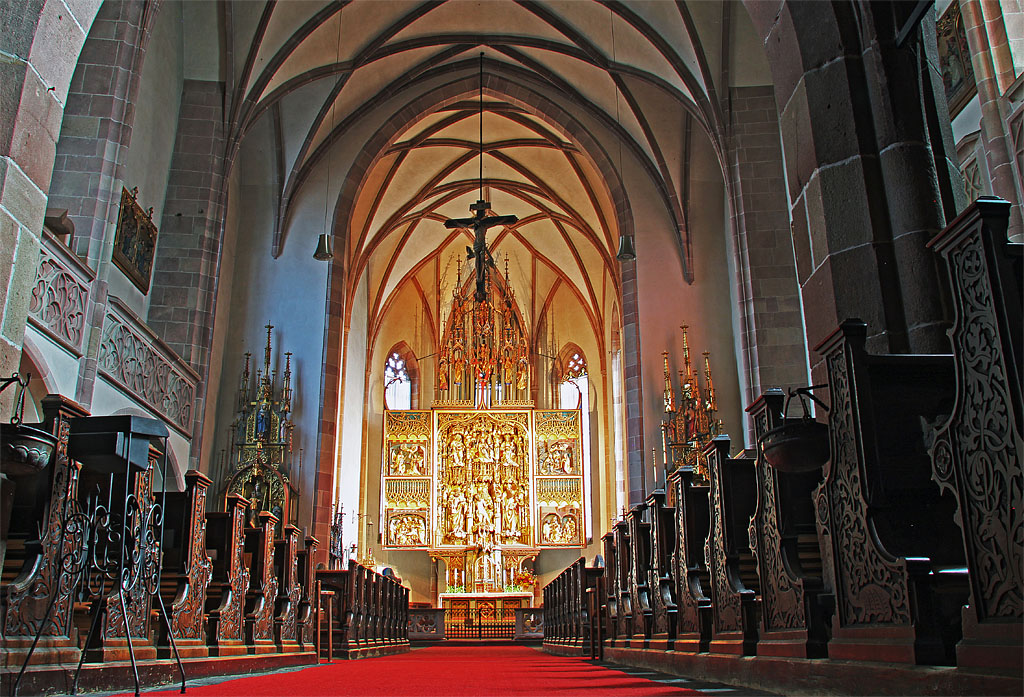
Innenraum

## Beschreibung
Das Gebäude wirkt äußerlich schmucklos, während der Innenraum durch die Eleganz der baulichen Details besticht.

## Ausstattung

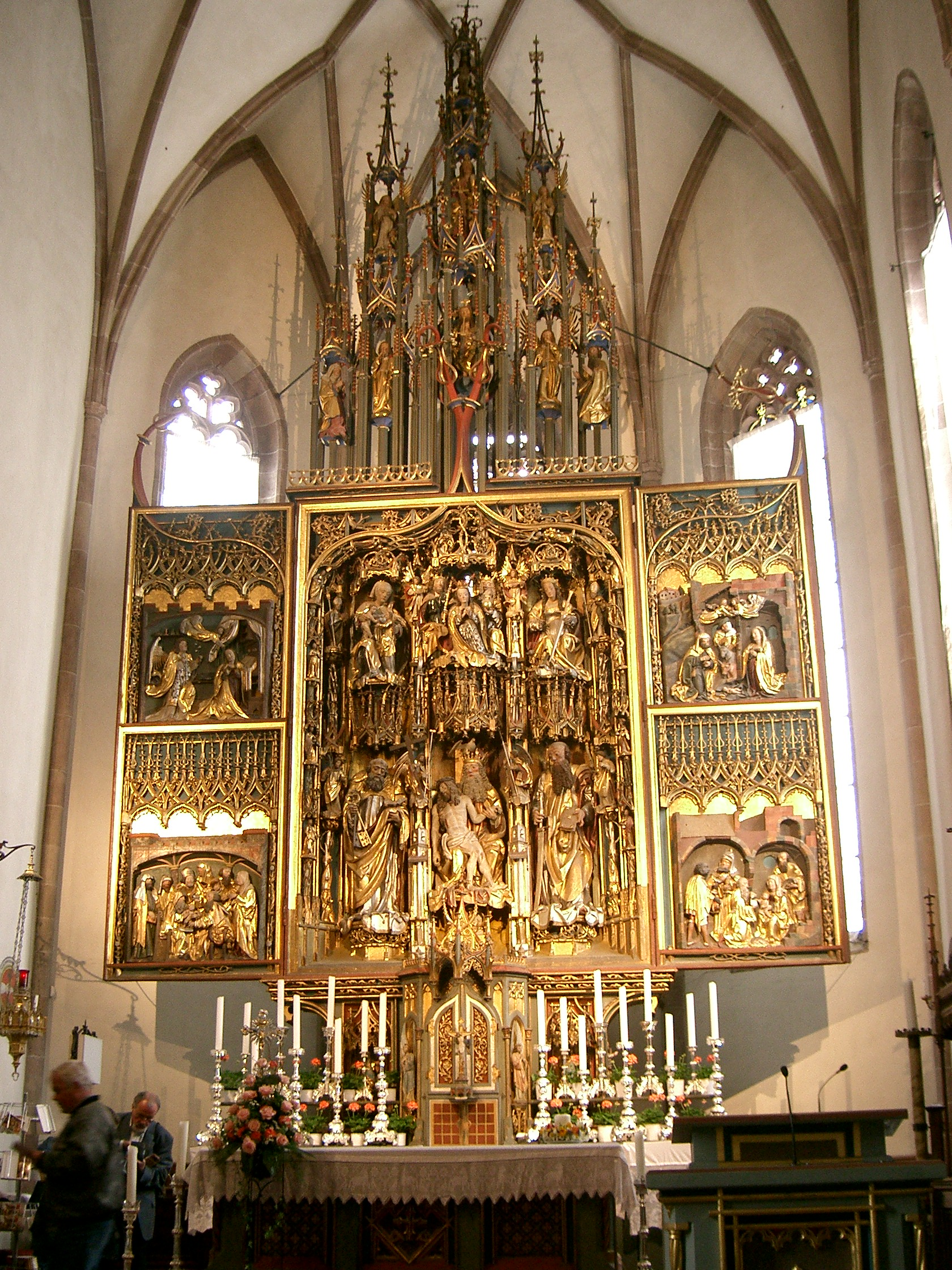
Schnatterpeck-Altar

Der sogenannte Schnatterpeck-Altar stammt aus der Werkstatt Hans Schnatterpecks und wurde in der Zeit von 1503 bis 1511 gebaut. Der prachtvolle Flügelaltar gilt als eines der schönsten Werke der Südtiroler Spätgotik. Bei diesem aus Kastanienholz geschnitzten Altar mit einer Höhe 14,10 Metern und einer Breite von 7,00 Metern handelt es sich um den größten Altar im Alpenraum, er gehört zu den fünf größten im deutschen Sprachraum. Die Flügelaußenseiten bemalte 1507/08 der Dürerschüler Hans Schäufelein mit den vier Passionsszenen. Die weitere Innenausstattung stammt größtenteils aus der zweiten Hälfte des 19. Jahrhunderts. Die neugotischen Seitenaltäre gestaltete der österreichische Bildhauer Joseph Knabl. Die barocke Kircheneinrichtung wurde während der Regotisierungsmaßnahmen beseitigt.

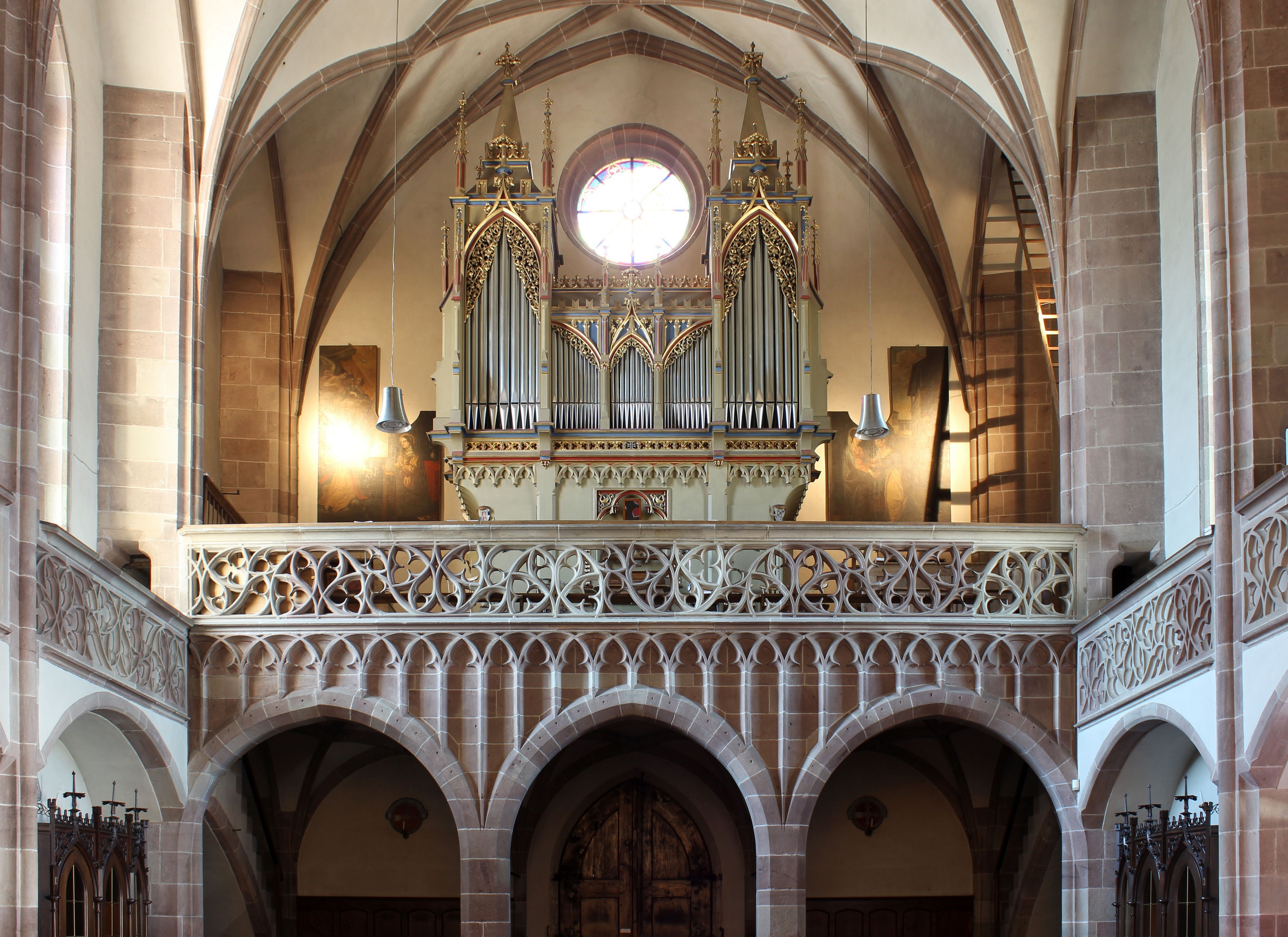
Orgel mit gotischer Empore

Der Regotisierung fiel auch die 1635/37 entstandene Orgel von Orgelbauer Simon Hayl zum Opfer. Die gegenwärtige Orgel von 1874/75 auf der Empore im hinteren Teil der Kirche lieferte der Orgelbauer Joseph Aigner. Der Gehäuseentwurf geht auf Josef Waßler zurück. Im Jahr 1918 wurden einzelne Prospektpfeifen für Kriegszwecke beschlagnahmt und ausgebaut. Diese wurden später durch Pfeifen aus Zink ersetzt. Nach mehreren Änderungen am Instrument nahm der Orgelbauer Leopold Stadelmann 1978/79 eine Restaurierung vor, die den Ursprungszustand weitgehend wieder herstellen sollte. Dabei wurden auch die Ersatz-Zinkpfeifen wieder durch Pfeifen aus dem klassischen Material Zinn ersetzt. Die Orgel hat einen Umfang von 19 Registern auf zwei Manualen und Pedal.

## Turm und Glocken
Der mächtige 79 Meter hohe Turm steht auf einem quadratischen Grundriss; er erhebt sich freistehend an der südlichen Chorseite. Die Wände sind durch Spitzbogenfenster gegliedert. Der Turmhelm ist achteckig.
Die größte der sechs Glocken, gegossen von den Gebrüdern Löffler im Jahr 1526, wird im Volksmund „Lananer Mooskuh“ genannt. Mit den drei nächsten Glocken aus den Jahren 1558, 1586 und 1552 bildet sie das größte historische Glockenensemble Südtirols. Zwei weitere Glocken wurden 1932 angeschafft; die kleinere dient als Sterbeglocke.
| Glocke | Name                                      | Gussjahr | Gießer           | Gewicht | Schlagton | Inschrift |
| ------ | ----------------------------------------- | -------- | ---------------- | ------- | --------- | --- |
| 1      | Große Glocke („Mooskuh“)                  | 1526     | Gebrüder Löffler | 3226 kg | cis′      | Salve crux santa, salve mundi gloria, vere spes nostra, non sola, sed cum Christo, qui nos in te redemit. Franziskus und Wenzeslaus Gebrüder Löffler g. Linninger haben mich gemacht und mit Gottes Hilf vollbracht - 1526. |
| 2      | Zweite („Zehnerin“)                       | 1558     | Peter Sermund    | 1526 kg | d′        | Christus vincit u. s. w. 1558. |
| 3      | Dritte (bis 1611 „Neue“, dann „Hohe“)     | 1586     | Jakob Hofer      | 1062 kg | fis′      | Ehre sei Gott in der Höhe u. s. w. Hans Hueber dieser Zeit Paumeister 1586. |
| 4      | Vierte („Michaelsglocke“ bis 1586 „Hohe“) | 1552     | Peter Sermund    | 651 kg  | gis′      | |
| 5      |                                           | 1932     |                  |         | h′        | |
| 6      | Sterbeglocke                              | 1932     | Ottolina         |         |           | |

## Pfarrerliste
1. Dominus Bertholdus, 1239
2. Dominus Marquard, 1281
3. NN. Sibot, erwähnt 1318[8]
4. Henricus NN, erwähnt 1336
5. Dominus Ulrich, 1342
6. Dominus Johannes, 1354
7. Dominus Konrad, 1362
8. Otto NN, 1364–1366
9. Jacobus de Stermol, 1372–1386
10. Johannes Embach, 1399–1430
11. Jacobus Schonenberg von Königsberg, 15. Januar 1430
12. Nicolaus Stern, Deutschordenspriester, 3. Januar 1439
13. Konrad NN, 1458
14. Johannes Ruttl, 1460
15. Caspar Funsinger, 13. Juli 1497, seit 1503 Pfarrvikar in Lengmoos auf dem Ritten
16. Christoph Lingnitzer, 1490
17. Michael Gemlich, 17. März 1503
18. Georgius Baumann, 26. Oktober 1504–1511
19. Baltasar Ricter, 29. Oktober 1511
20. Johannes Pürgle, 1512
21. Paulus Schmid, 1516 entlassen
22. Oswald Hartmann, 9. Oktober 1518
23. Matheis Wetzler, 1540
24. Jacobus Zollinger, 1541
25. Johannes Pierngeschuend, 22. März 1542
26. Simon Sayer, 1546
27. Dominicus Pernhard, 1552/55
28. Nicolaus Mitt, 1575
29. Paul Pepp, 1577
30. Wolfgangus Stadelmeier oder Redlmayr, 1594
31. Peter Heinisch, 1605
32. Caspar Mayr, 1606
33. Georg Kries, 1610
34. Bertholdus Oesius, 1615
35. Johannes Berthold, 1619
36. Petrus Romedi, 1620
37. Joannes Christophorus Abhelmstorf, 1628
38. Romanus Glöggl, 1637
39. Georg Trostl oder Kröstl, 1653
40. Christian Verschmaler, 1660
41. Caspar Selva bzw. Sölva, 1666 († 29. März 1676)
42. Stephanus Pichler, 1677 († 1703)
43. Matthaeus Dominicus Weigele, 1703
44. Johannes Pancrat Peteffi, 29. Mai 1728 († 5. Juli 1734)
45. Joseph Schmidhofer von Meran, 15. November 1733 († 4. Juni 1763), zuvor Pfarrer in Wangen
46. Georg Isidor Schoepfer, 1776
47. Johann Baptist Lipp, 1779–1795
48. Johann Baptist Wenin oder Benin von Bozen, 11. November 1795, später Pfarrer in St. Leonhard in Passeier
49. Pancratz Mallajer von Ulten, 14. November 1802–1820
50. Joseph Aloys Penn von Bozen, Pfarrer, Dekan und Schuldistrikts-Inspektor, 1820 bis 24. April 1827
51. Franz Scholz von Marschendorf in Mähren, 5. Oktober 1827, kehrte später nach Mähren zurück
52. Josef oder Joannes Gruber von Lana, 1842
53. Aloys Stuefer, 1844–1874, wurde Prior des Deutschordens-Priester-Konventes in Lana
54. Peter Werner, 1875
55. Elias Markart, 1893
56. Gottfried Perntner, 1905
57. Alfred Delucca, 1925, seit 1933 Dekan
58. Eduard Santner, 1949
59. Albert Wieland, 1954
60. Peter Lantschner, 1981[9]